# Григорево (Даниловский район)
Григорево — деревня в составе Даниловского сельского поселения Даниловского района Ярославской области РФ. 
Находится в 40 км от Данилова в 9 км от автомобильной дороги Данилов-Шаготь на правом берегу реки Томанка недалеко от её впадению в реку Ушлонка. Главная и единственная улица деревни - Береговая.
Почтовый индекс: 152092